# Ouagadougou
Ouagadougou (phát âm tiếng Pháp: [waɡaduɡu]; tiếng Mossi: [ˈwɔɣədəɣʊ]) là thủ đô của Burkina Faso và là trung tâm hành chính, văn hóa, và kinh tế của đất nước. Đây cũng là thành phố lớn nhất Burkina Faso, với dân số 1.475.223 tính đến  năm 2006. Tên thành phố thường được rút ngắn thành Ouaga, và người dân ở đây được gọi là ouagalais.
Ngành công nghiệp chính của Ouagadougou là chế biến thực phẩm và dệt. Thành phố có một sân bay quốc tế, và có một tuyến được sắt nối liền tới Abidjan ở Bờ Biển Ngà. Không có tuyến đường sắt đi tới Kaya. Ngoài ra, có một tuyến đường trải nhựa tới Niamey, Niger, nam tới Ghana, và tây nam tới Bờ Biển Nga. Chợ lớn Ouagadougou tọa lạc tại đây, nó là một trong những chợ lớn nhất Tây Phi, từng bị cháy vào năm 2003 nhưng đã được phục hồi. Bảo tàng Quốc gia Burkina Faso, Cung điện Moro-Naba (nơi tổ chức lễ Moro-Naba), Bảo tàng Âm nhạc Quốc gia, và nhiều chợ thủ công cũng hiện diện tại Ouagadougou.
Cái tên Ouagadougou bắt nguồn từ thế kỷ 15 khi các bộ lạc Ninsi sinh sống trong khu vực.[4] Họ đã xung đột liên tục cho đến năm 1441 khi Wubri, một anh hùng Yonyonse và là một nhân vật quan trọng trong lịch sử của Burkina Faso, dẫn dắt bộ lạc của mình đến chiến thắng. Sau đó, ông đổi tên khu vực từ "Kumbee-Tenga", như người Ninsi đã gọi nó, thành "Wage saber soba koumbem tenga", nghĩa là "làng trưởng của chiến tranh trưởng". Ouagadougou là một cách đánh vần tên tiếng Pháp. Thành phố trở thành thủ đô của Đế chế Mossi vào năm 1441 và trở thành nơi thường trú của các hoàng đế Mossi (Moro-Naba) vào năm 1681.[5] Nghi lễ Moro-Naba vẫn được thực hiện vào thứ Sáu hàng tuần bởi Moro-Naba và tòa án của ông. Năm 1919, người Pháp đã biến Ouagadougou trở thành thủ đô của lãnh thổ Thượng Volta (về cơ bản là cùng khu vực với Burkina Faso đương đại). Năm 1954, tuyến đường sắt từ Bờ Biển Ngà đến thành phố. Dân số của Ouagadougou đã tăng gấp đôi từ năm 1954 đến 1960 và đã tăng gấp đôi sau mỗi mười năm kể từ đó.[5] Vào ngày 15 tháng 1 năm 2016, các tay súng được trang bị vũ khí hạng nặng đã tấn công trung tâm Ouagadougou tại nhà hàng Cappuccino và khách sạn tráng lệ. Có 28 người đã thiệt mạng,[6][7] và ít nhất 56 người bị thương; Sau một cuộc phản công của chính phủ, tổng cộng 176 con tin đã được thả ra[8] vào buổi sáng sau cuộc tấn công ban đầu. Ba trong số các thủ phạm cũng bị giết.
Ouagadougou, nằm trên cao nguyên trung tâm (12,4 ° N 1,5 ° W), vây quanh cung điện hoàng gia của Mogho Naaba. Là một trung tâm hành chính của chế độ thuộc địa, nó đã trở thành một trung tâm đô thị quan trọng trong thời kỳ hậu thuộc địa. Đầu tiên, là thủ đô của Vương quốc Mossi và sau là Thượng Volta và Burkina Faso, Ouagadougou trở thành một trung tâm xã hội thực sự vào năm 1995.
Khí hậu của Ouagadougou nóng bán khô cằn (BSh) theo phân loại của Köppen-Geiger, và gần biên giới với ẩm ướt và khô nhiệt đới (Aw). Thành phố này là một phần của khu vực Sudano-Sahelian, với lượng mưa hàng năm khoảng 800 mm (31 in). Mùa mưa kéo dài từ tháng 5 đến tháng 10, chiều cao của nó từ tháng 6 đến tháng 9, với nhiệt độ trung bình là 28 °C (82 °F). Mùa lạnh kéo dài từ tháng 12 đến tháng 1, với nhiệt độ trung bình tối thiểu là 16 °C (61 °F). Nhiệt độ tối đa trong mùa nóng, kéo dài từ tháng 3 đến tháng 5, có thể đạt tới 43 °C (109 °F). Mây (gió khô) và gió mùa là hai yếu tố chính quyết định khí hậu của Ouagadougou. Mặc dù Ouagadougou nằm xa xích đạo hơn, nhiệt độ những tháng nóng nhất của nó nóng hơn một chút so với Bobo-Dioulasso, thành phố đông dân thứ hai của đất nước.
| hideClimate data for Ouagadougou (1971–2000, extremes 1902–present)               | hideClimate data for Ouagadougou (1971–2000, extremes 1902–present) | hideClimate data for Ouagadougou (1971–2000, extremes 1902–present) | hideClimate data for Ouagadougou (1971–2000, extremes 1902–present) | hideClimate data for Ouagadougou (1971–2000, extremes 1902–present) | hideClimate data for Ouagadougou (1971–2000, extremes 1902–present) | hideClimate data for Ouagadougou (1971–2000, extremes 1902–present) | hideClimate data for Ouagadougou (1971–2000, extremes 1902–present) | hideClimate data for Ouagadougou (1971–2000, extremes 1902–present) | hideClimate data for Ouagadougou (1971–2000, extremes 1902–present) | hideClimate data for Ouagadougou (1971–2000, extremes 1902–present) | hideClimate data for Ouagadougou (1971–2000, extremes 1902–present) | hideClimate data for Ouagadougou (1971–2000, extremes 1902–present) | hideClimate data for Ouagadougou (1971–2000, extremes 1902–present) |
| Month                                                                             | Jan                                                                 | Feb                                                                 | Mar                                                                 | Apr                                                                 | May                                                                 | Jun                                                                 | Jul                                                                 | Aug                                                                 | Sep                                                                 | Oct                                                                 | Nov                                                                 | Dec                                                                 | Year                                                                |
| --------------------------------------------------------------------------------- | ------------------------------------------------------------------- | ------------------------------------------------------------------- | ------------------------------------------------------------------- | ------------------------------------------------------------------- | ------------------------------------------------------------------- | ------------------------------------------------------------------- | ------------------------------------------------------------------- | ------------------------------------------------------------------- | ------------------------------------------------------------------- | ------------------------------------------------------------------- | ------------------------------------------------------------------- | ------------------------------------------------------------------- | ------------------------------------------------------------------- |
| Record high °C (°F)                                                               | 39.8 (103.6)                                                        | 42.3 (108.1)                                                        | 43.8 (110.8)                                                        | 46.1 (115.0)                                                        | 44.5 (112.1)                                                        | 41.3 (106.3)                                                        | 38.8 (101.8)                                                        | 36.6 (97.9)                                                         | 38.6 (101.5)                                                        | 41.0 (105.8)                                                        | 40.5 (104.9)                                                        | 40.1 (104.2)                                                        | 46.1 (115.0)                                                        |
| Average high °C (°F)                                                              | 32.9 (91.2)                                                         | 35.8 (96.4)                                                         | 38.3 (100.9)                                                        | 39.3 (102.7)                                                        | 37.7 (99.9)                                                         | 34.7 (94.5)                                                         | 32.1 (89.8)                                                         | 31.1 (88.0)                                                         | 32.5 (90.5)                                                         | 35.6 (96.1)                                                         | 35.9 (96.6)                                                         | 33.4 (92.1)                                                         | 34.9 (94.8)                                                         |
| Average low °C (°F)                                                               | 16.5 (61.7)                                                         | 19.1 (66.4)                                                         | 23.5 (74.3)                                                         | 26.4 (79.5)                                                         | 26.1 (79.0)                                                         | 24.1 (75.4)                                                         | 22.8 (73.0)                                                         | 22.2 (72.0)                                                         | 22.4 (72.3)                                                         | 23.0 (73.4)                                                         | 19.6 (67.3)                                                         | 16.9 (62.4)                                                         | 21.9 (71.4)                                                         |
| Record low °C (°F)                                                                | 8.5 (47.3)                                                          | 10.4 (50.7)                                                         | 14.8 (58.6)                                                         | 16.2 (61.2)                                                         | 17.0 (62.6)                                                         | 17.0 (62.6)                                                         | 15.0 (59.0)                                                         | 17.9 (64.2)                                                         | 17.6 (63.7)                                                         | 17.6 (63.7)                                                         | 13.0 (55.4)                                                         | 9.5 (49.1)                                                          | 8.5 (47.3)                                                          |
| Average rainfall mm (inches)                                                      | 0.1 (0.00)                                                          | 0.5 (0.02)                                                          | 5.9 (0.23)                                                          | 26.5 (1.04)                                                         | 66.8 (2.63)                                                         | 97.5 (3.84)                                                         | 176.2 (6.94)                                                        | 214.2 (8.43)                                                        | 121.2 (4.77)                                                        | 33.5 (1.32)                                                         | 1.2 (0.05)                                                          | 0.2 (0.01)                                                          | 743.8 (29.28)                                                       |
| Average rainy days (≥ 0.1 mm)                                                     | 0                                                                   | 0                                                                   | 1                                                                   | 3                                                                   | 8                                                                   | 10                                                                  | 14                                                                  | 16                                                                  | 11                                                                  | 5                                                                   | 0                                                                   | 0                                                                   | 68                                                                  |
| Average relative humidity (%)                                                     | 24                                                                  | 21                                                                  | 22                                                                  | 36                                                                  | 50                                                                  | 64                                                                  | 72                                                                  | 80                                                                  | 77                                                                  | 60                                                                  | 38                                                                  | 29                                                                  | 48                                                                  |
| Mean monthly sunshine hours                                                       | 287                                                                 | 263                                                                 | 264                                                                 | 256                                                                 | 277                                                                 | 264                                                                 | 240                                                                 | 223                                                                 | 217                                                                 | 273                                                                 | 288                                                                 | 284                                                                 | 3,136                                                               |
| Source 1: World Meteorological Organization, Meteo Climat (record highs and lows) |                                                                     |                                                                     |                                                                     |                                                                     |                                                                     |                                                                     |                                                                     |                                                                     |                                                                     |                                                                     |                                                                     |                                                                     |                                                                     |
| Source 2: Deutscher Wetterdienst (humidity, 1961–1967, and sun, 1961–1990)        |                                                                     |                                                                     |                                                                     |                                                                     |                                                                     |                                                                     |                                                                     |                                                                     |                                                                     |                                                                     |                                                                     |                                                                     |                                                                     |

1. ↑  "World Gazetteer". Bản gốc lưu trữ ngày 11 tháng 1 năm 2013. Truy cập ngày 23 tháng 9 năm 2016.
2. ↑  "National 2006 census final results" (PDF). Bản gốc (PDF) lưu trữ ngày 21 tháng 7 năm 2015. Truy cập ngày 23 tháng 9 năm 2016.